# Nólsoy
Nólsoy (en danés: Nolsø) es una pequeña isla del archipiélago de las Islas Feroe, territorio localizado en el Mar de Noruega. Su nombre significa La Isla de las Agujas.
Nólsoy dista cinco kilómetros de la ciudad de Tórshavn, a cuya comuna pertenece su población. Debido a su proximidad con este municipio, se ha convertido en el lugar de residencia de muchos feroeses que no pueden permitirse pagar los altos precios de la vivienda en la capital.
En la costa sur se encuentran los cabos de Øknastangi y Borðan donde se construyeron dos faros para evitar el creciente desarrollo de traficantes que hacían peligrar el monopolio comercial que se había instaurado sobre el archipiélago. Hoy en día, estas dos construcciones suponen uno de los principales intereses turísticos de la zona.
La isla ha sido también el lugar de nacimiento de tres personalidades de gran importancia para el pueblo feroés:
- Nolsoyar Pall, considerado como un luchador por la libertad de las islas y héroe nacional. Su lucha iba encaminada principalmente para acabar con el monopolio existente en el siglo XIX (un monopolio que desde 1271 a 1856 supuso el subdesarrollo de las islas). Con el objetivo de acabar con dicha política abusiva, Pall comenzó a comerciar directamente con Dinamarca con la ayuda de su embarcación Roydnin Frida (convirtiéndose en el primer barco feroés en navegar a mar abierto en la Edad Media).

- Otra gran personalidad de las islas fue Ove Joensen. Este deportista alcanzó fama mundial por remar entre Dinamarca y su tierra natal en 1986 sobre un embarcación tradicional. Desafortunadamente, Ove perecería ahogado un año más tarde. En su honor, se celebra el denominado festival anual Ovastevna que en un principio iba destinado a la construcción de una piscina infantil en Nolsoy y actualmente se ha convertido en toda una festividad cívica.

- Y, por último, cabe destacar a Steffan Danielsen (3 de septiembre de 1922 - 28 de mayo de 1976). Pintor autodidactoa que supo reflejar la belleza de las islas, en especial de Nólsoy a través de sus múltiples composiciones pictóricas. En ellas siempre reflejaba el impresionante paisaje feroés a través de las distintas épocas del año, haciendo especial hincapié en las diferentes texturas y colores de la nieve, la niebla o la lluvia.